# ERS–1
Az ERS–1 az ESA (Európai Űrügynökség) első földmegfigyelő műholdja.

## Küldetés
Feladata műszereinek segítségével a tengerek, a felhők hőmérsékletének mérése, a légköri nedvességtartalom, szélsebesség, szélirány megfigyelése, a tengerek hullámzásának vizsgálata, a sarki jégtakaró kutatása. Különféle, ismétlődő ellenőrzési, mérési fázisai voltak – 3 napos, 35 napos és egy 336 napos. Több mint 4000 meteorológiai állomást látott el mérési adatokkal. 1,8 millió alkalommal kerülte meg bolygónkat.

## Jellemzői
1991. július 17-én Francia guyanai Kourou űrközpontból egy Ariane–4 hordozórakétával indították Föld körüli, közeli pályára. Energia ellátását kettő napelemtábla (5,8 x 2,4 méter) biztosította a felszerelt 22 260 napelemen keresztül, körülbelül 2,5 kilowatt értékig. Négy nikkel-kadmium (NiCd) elemet méreteztek, hogy földárnyékos időszakok alatt is zavartalan legyen a működése. A stabilitást infravörös horizontérzékelő biztosította. Hároméves időtartamra tervezték szolgálati idejét, de kilenc éven keresztül biztosította a mérési adatokat. A tudósok több El Niño jelenséget figyelhettek meg, értékelhették hatástényezőit.
Andrej Kapica szovjet geográfus által feltételezett szubglaciális (jég alatti) tavak létezését méréseivel igazolta. A Vosztok-tavat 1959-1964 közötti nagyszabású kutatóprogram keretében fedezték fel.
Egy poláris pályán keringő űreszköz a Föld pólusai közelében halad el minden keringésnél, vagyis a pálya inklinációja az egyenlítőhöz képest 90° körüli. Az orbitális egységet szinkron pályán, az Északi-sark felett elliptikus pálya perigeuma 782 kilométer, az apogeuma 785 kilométer  pozícióba helyezték. Szolgálati ideje a várttól sokkal jobb lett, 2000. március 10-én fejezte be aktív szolgálatát.

### Műszerek
- RA (Radar Altimeter) – radaros magasságmérő,
- ATSR-1 (Along-Track Scanning Radiometer) - 4 csatornás infravörös sugárzásmérő, a tenger-felszínének, a felső felhők hőmérsékletét mérte,
- SAR (synthetic aperture radar) – felszínre érve a tengeralattjáró milliméter pontossággal meghatározhatta helyzetét,
- Wind Scatterometer - szélsebességet és irányokat mért, számított,
- MWR (Microwave Radiometer)- a légkör páratartalmát mérte,
- PRARE (Precision Range és Range-Rate Equipment, valamint egy Laser Retroreflector)- a műhold pályájának pontos meghatározására, a PRARE az indítást követően felmondta a szolgálatot. A  Laser Retroreflector folyamatosan kalibrálta a Radar Altimetert.

## Külső hivatkozások
- German Szemjonovics Arzamazov. esa.int. [2013. július 8-i dátummal az eredetiből archiválva]. (Hozzáférés: 2012. december 7.)

| Elődje: Felkészülés | ERS műhold 1991–től | Utódja: ERS–2 |